# Maxim Pospelow
Maxim Pospelow (russisch Максим Поспелов, englische Transkription: Maxim Pospelov, * 21. November 1968) ist ein ehemaliger russischer Beachvolleyballspieler.

## Karriere
Pospelow spielte auf der FIVB World Tour 1995 mit Dmitri Kuwitschka. Bestes Ergebnis war hier ein neunter Platz beim Open-Turnier auf Bali. 1996 und 1997 war Dmitri Karassew sein Partner. Beste Ergebnisse waren hier 1996 Platz fünf beim Marbella Open, Platz sieben beim Berlin Open sowie Platz neun beim Espinho Grand Slam. Bei der Weltmeisterschaft 1997 in Los Angeles erreichten Karassew/Pospelow den 17. Platz. 